# Obelisco di Boboli

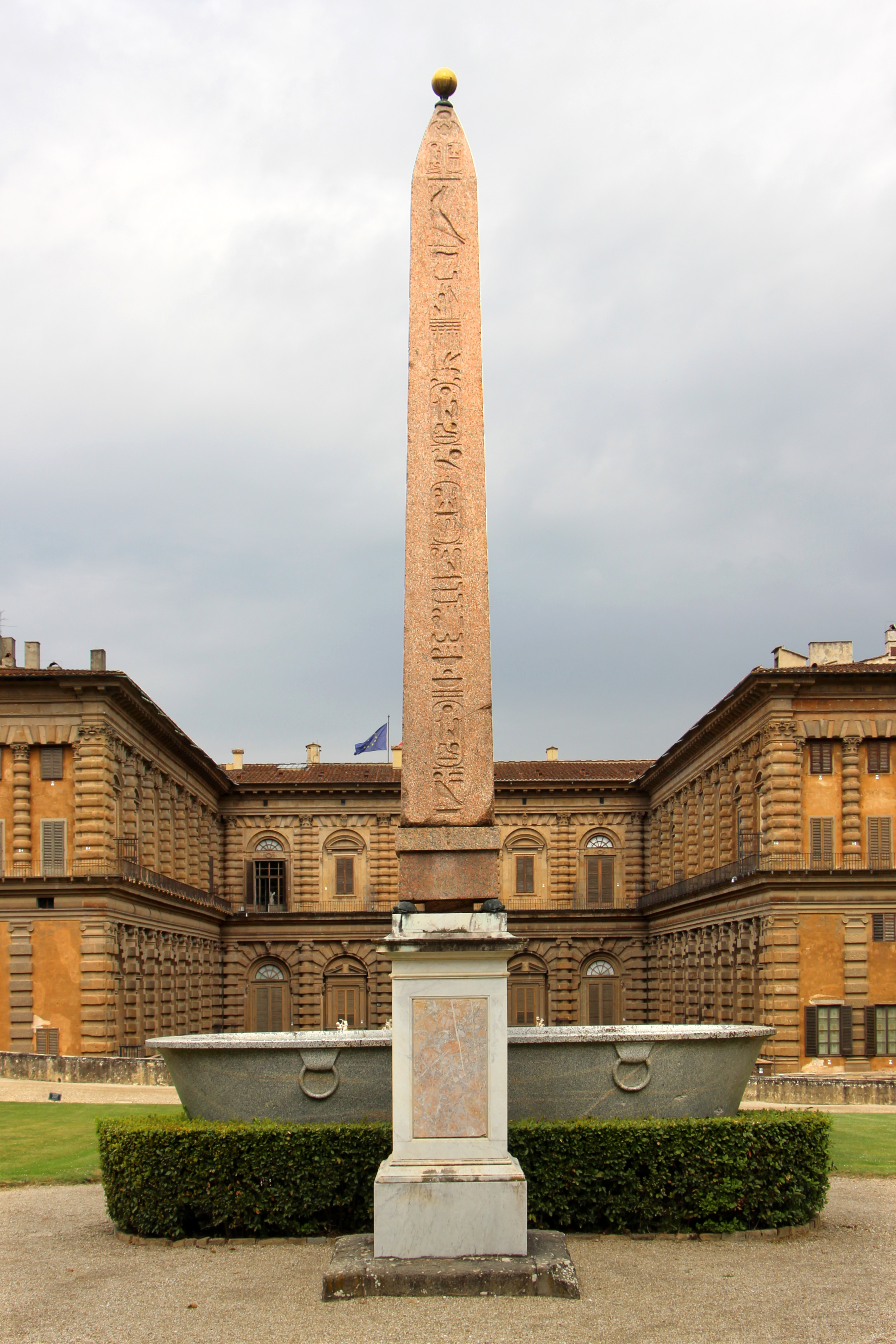
Obelisco di Boboli

L'obelisco di Boboli è un obelisco egizio in granito rosso situato nel giardino di Boboli a Firenze. Si tratta dell'unico obelisco antico della Toscana e proviene da Roma (già nelle collezioni di Villa Medici), dove era stato trasportato dall'Egitto nel I secolo d.C. È alto 6,34 metri.

## Storia e descrizione

### Storia antica
Il materiale lapideo in cui l'obelisco è scolpito proviene da Assuan e le iscrizioni che lo decorano ricordano Atum, importante divinità della città di Eliopoli. Malgrado non si conosca esattamente la collocazione originale e l'epoca di erezione le iscrizioni portano a collocarne la realizzazione intorno al regno di Ramses II (1297-1213 a.C.), e la provenienza, come per altri obelischi romani, appunto da Heliopolis.
Trasferito a Roma da Domiziano venne posto nel Tempio di Iside al Campo Marzio, assieme all'obelisco di Dogali, del Pantheon e della Minerva (tutti rimasti poi a Roma).

### Nel Rinascimento
Nel XVI secolo il cardinale Ferdinando de' Medici lo acquistò nella città pontificia e lo collocò tra le magnifiche collezioni di antichità di villa Medici, dove venne posto nei giardini sul Pincio. L'obelisco aveva alcuni rimandi simbolici alla casata medicea che avevano particolare valore per il suo acquirente, quali la correlazione col simbolismo solare (rappresentato dalla sfera sulla sommità, che è originale), le tartarughe della base (pure antiche, romane) o la provenienza dal Campo Marzio, zona sacra al re "etrusco" (e quindi "toscano") Tarquinio Prisco e a Marte, ritenuto l'antico protettore di Florentia.
In seguito venne articolato entro una fontana, sull'esempio di altri obelischi romani, perdendo i connotati simbolici cari a Ferdinando.

### Arrivo a Firenze
Quando il granduca Pietro Leopoldo di Lorena decise di portare a Firenze tutti i beni trasportabili di villa Medici, in quanto erede dei beni di Stato di Casa Medici, l'obelisco partì nel giugno del 1788. L'obelisco viaggiò per mare e sbarcò a Livorno, per poi arrivare a Firenze in ottobre, anticipato dalle tartarughe della base e dalla sfera solare che erano già state trasportate via terra.
Per la sua nuova collocazione vennero fatte varie ipotesi: a sud del Ponte Vecchio o a San Lorenzo o a Boboli, magari in cima al Viottolone o al centro dell'Emiciclo delle Colonne o al posto della statua della Dovizia (in capo all'asse centrale). Alla fine venne suggerito di porlo nell'anfiteatro, sistemazione che piacque al granduca, dove l'obelisco venne effettivamente sistemato nel 1790. Nella scelta doveva aver pesato la connotazione dell'anfiteatro stesso come un circo romano, con la spina decorata appunto da obelischi, dopotutto fin dal XVI secolo si era diffusa la credenza (errata) che l'obelisco provenisse dal "circo di Flora" a Roma.
La base in marmo - in realtà predisposta per una sistemazione dell'insieme nel prato delle Colonne - è da ricondurre a un progetto di Gasparo Maria Paoletti. 
Solo alla fine del 1840 venne collocata davanti all'obelisco la grande vasca in granito grigio scolpita in un unico blocco e proveniente forse dalle Terme Alessandrine in Campo Marzio: lunga 7,18 metri, è la più grande vasca pervenutaci dal mondo antico. La disposizione venne curata da Pasquale Poccianti, che alzò l'obelisco di 2,50 metri da suolo, e pose sotto la vasca un basamento ovale a gradini con avancorpi (oggi smantellata), con due figure simmetriche in bronzo, oggi al Bargello. Dal basamento spruzzava una fontana che versava acqua nella vasca sottostante: si allineavano così sull'asse principale del giardino, quello per chi guarda dal palazzo, una smagliante prospettiva di fontane. Il complesso era certo eclettico, ma a suo modo coerente e delicatamente policromo (bianco, rosa, grigio e bronzo), fu ridimensionato nella sistemazione attuale che risale forse al primo Novecento.